# Пахомово (Нікольський район)
Пахо́мово (рос. Пахомово) — присілок у складі Нікольського району Вологодської області, Росія. Входить до складу Краснополянського сільського поселення.

## Населення
Населення — 1 особа (2010; 9 у 2002).
Національний склад (станом на 2002 рік):
- росіяни — 100 %